# 도코사테트라엔산
도코사테트라엔산(영어: docosatetraenoic acid)은 곧은 사슬의 22:4 지방산을 지칭한다.
다음과 같은 한 가지 이성질체가 특히 관심의 대상이다.
- 올-시스-7,10,13,16-도코사테트라엔산은 일반명이 아드렌산(영어: adrenic acid)인 오메가-6 지방산이다. 아드렌산은 아라키돈산이 2개의 탄소 사슬만큼 신장되어 형성된 자연에서 생성되는 다불포화 지방산이다. 아드렌산은 초기 사람의 뇌에서 가장 풍부한 지방산 중 하나이다.[1] 이러한 불포화 지방산은 또한 세포에 의해 생물학적 활성 산물, 즉 다이호모프로스타글란딘[2] 및 다이호모-에폭시에이코사트라이엔산[3]으로 대사된다.[4]

## 같이 보기
- 다불포화 지방산
- 오메가-6 지방산
- 도코사노이드

## 더 읽을거리
- Ferretti, A., Flanagan, V.P. Mass spectrometric evidence for the conversion of exogenous adrenate to dihomo-prostaglandins by seminal vesicle cyclo-oxygenase. A comparative study of two animal species. J Chromatogr 383 241-250 (1986).
- Sprecher, H., VanRollins, M., Sun, F., et al. Dihomo-prostaglandins and -thromboxane. A prostaglandin family from adrenic acid that may be preferentially synthesized in the kidney. J Biol Chem 257 3912-3918 (1982).